# Абдулино
Абду́лино (рос. Абдулино) — місто, адміністративний центр Абдулинського міського округу Оренбурзької області, Росія.

## Географія
Місто розташоване в Передураллі, на річці Тиріс, притоці річки Ік, неподалік кордону з Башкортостаном, за 280 км на північний захід від Оренбурга. Площа становить 47 км².

## Історія
Абдулино засноване як татарське село Абдулова в 1795 році й назване на честь старійшини Абдули Якупова. Населення спочатку було всього 37 осіб. З 1811 року називається Абдулино. Після побудови в 1886-1888 роках Самаро-Златоустовської залізниці місто стає вузловою залізничною станцією й значним центром переробки зерна та хліботоргівлі. Статус міста отримало в 1923 році.

## Населення
Населення — 20173 особи (2010; 21537 у 2002).

## Господарство
Залізничний вузол на лінії Самара-Уфа Куйбишевської залізниці. В місті працюють заводи з ремонту шляхових машин та виготовленню запчастин, комбінат хлібопродуктів, молочний комбінат, дослідний завод з виробництва сільськогосподарських машин, завод будівельних матеріалів та інші підприємства.
В Абдулиному знаходяться квартира-музей Ф. П. Казанцева — винахідника автоматичних залізничних гальм, архітектурний пам'ятник — будівля залізничного вокзалу 1895 року.
У місті випускається 2 газети, працюють 2 місцеві телекомпанії.